# 정지인
정지인(1998년 7월 18일 ~ )은 대한민국의 아역 배우이다.

## 학력
- 한국예술종합학교 연극원

## 출연작

### 드라마
- 2005년 ~ 2006년 MBC 주간시트콤 《안녕, 프란체스카》 (인성 아카데미 친구)
- 2005년 ~ 2006년 MBC 청춘시트콤 《레인보우 로망스》 (재경 놀리는 아이들)
- 2006년 MBC 아침드라마 《이제 사랑은 끝났다》
- 2008년 MBC 드라마넷 특별기획 《조선과학수사대 별순검 2》(제5화 사라진가족 말자역)
- 2011년 ~ 2012년 KBS 2TV TV소설 《복희 누나》... 어린 한복희 역 (장미인애 아역)
- 2012년 MBC 금요 판타지 시트콤 《천 번째 남자》... 어린 구미진 역 (강예원 아역)
- 2013년 MBC 수목미니시리즈 《여왕의 교실》... 선화정 역
- 2014년 ~ 2015년 KBS 2TV TV소설 《일편단심 민들레》... 어린 박춘옥 역 (주민하 아역)
- 2014년 ~ 2015년 MBC 아침드라마 《폭풍의 여자》... 김동이 역

### 방송
- EBS TV 모여라 딩동댕
- EBS TV 고고타임걸 (학과 레벨2수진역고정)
- EBS TV 뮤지컬 파티 (영어방송 제인고정)
- EBS TV 브룸라이더 씨즌1,2 ,3(쌜리고정)
- EBS TV 겨울방학생활 4학년 (공평해역고정)
- KBS 2TV TV 문학관
- KBS 1TV 서울 1945
- KBS 2TV 쇼 파워 비디오 - 나도 TV 스타
- KBS 1TV 아침마당 왕중왕전
- KBS 1TV KBS 초록동요제
- KBS 2TV 이주일의 동요 (다수출연)
- MBC 꼭 한번 만나고 싶다
- SBS 생방송 투데이 (인터뷰)
- SBS 심리극장 천인야화 (내친구김민준편 현주역)
- SBS 심리극장 천인야화 (아이들은 사랑중 여아주인공 민주역)

### 홍보물
- 예쁘제 율동 비디오, 동영상
- 예쁘제 무대의상 카달록 메인모델
- 천재교육 동영상
- KT 기업 홍보물
- MBC 도로교통 캠페인 공익광고
- 삼성전자 해외홍보물
- CJ카달록 모델
- 삼성전자 피엔텔(메인)
- KT&G홍보물(메인)
- SK-뷰 홍보물(메인)
- 하남시 홍보물 촬영(써브)
- ucc서울영상가족축제(메인)
- 윤선생 영어 홍보물
- mbc 전시관 교육 홍보물
- 하나로 클럽 홍보물
- 아산스파비스 TV CF
- 미래주택 전시관 홍보물
- 유한킴벌리 교육홍보

### 기타
- 뮤지컬 영어 코엑스 아트홀 다수 공연
- 예쁘제 전국 강습회 공연
- 현대 홈쇼핑 동부화재 eng
- CJ 홈쇼핑 비타민 월드 eng
- 홈쇼핑 생방 다수(GS ,농수산 ,우리)
- 프로농구 연맹 치어리더 엔젤스 활동
- CJ카달록 모델
- 삼성전자 피엔텔(메인)
- KT&G홍보물(메인)
- SK-뷰 홍보물(메인)
- 하남시 홍보물 촬영(써브)
- ucc서울영상가족축제(메인)
- 예쁘제 율동 비디오, 동영상
- 천재교육 동영상
- 예문사 뮤지컬 영어 비디오 촬영,공연
- 농협 하나로 클럽 홍보물

### 수상
- 톰키드 선발대회 특별상 수상
- SBS 키즈 선발대회 우수 연기상 수상

### 지면
- 예쁘제 의상 카달록 메인모델
- CJ카달록 드레스 모델
- 국민은행 홈페이지 모델
- 팅쥬니어 지면광고
- SK그룹 홈페이지 모델
- 농협 지면광고
- 쿠키 주니어 카달록 메인모델
- 천재교육 우등생수학 과학 광고

### 잡지
- 여성동아(체험학습편)
- 웅진생각쟁이
- 우등생논술
- 독서평설(3월호 표지모델)

### 더빙
- MBC 캠페인 더빙
- EBS TV 교과영어 더빙

### 광고
- KT 기업 홍보물
- MBC 도로교통 캠페인 tv공익광고
- 삼성전자 피엔텔
- KT&G홍보물
- SK-뷰 아파트홍보물
- 하남시 홍보물 촬영
- ucc서울국제영상가족축제
- 윤선생 영어 홍보물
- MBC 전시관 교육 홍보물
- 농협 하나로 클럽 홍보물
- 아산스파비스 tv cf
- 미래주택 전시관 홍보물

### 영화
- 극동대 단편 3*4 주인공 아역
- 2006년 《우리들의 행복한 시간》
- 2006년 《가족의 탄생》
- 2018년 《전설의 고향》... 연수 역